# Schattenspitze
Schattenspitze är en bergstopp i Österrike.   Den ligger i distriktet Bludenz och förbundslandet Vorarlberg, i den västra delen av landet, 500 km väster om huvudstaden Wien. Toppen på Schattenspitze är 3 202 meter över havet, eller 126 meter över den omgivande terrängen. Bredden vid basen är 0,16 km. Schattenspitze ingår i Silvretta Gruppe.
Terrängen runt Schattenspitze är varierad. Runt Schattenspitze är det ganska glesbefolkat, med 24 invånare per kvadratkilometer.. Närmaste större samhälle är Gaschurn, 13,5 km norr om Schattenspitze. 
Trakten runt Schattenspitze består i huvudsak av gräsmarker.